# Indelibly Stamped
Albums de Supertramp
Supertramp
(1970) Crime of the Century
(1974)
Indelibly Stamped est le deuxième album studio du groupe rock progressif britannique Supertramp, sorti en 1971.

## Contexte
Ce deuxième album marque un changement par un son plus rock et moins pop que le précédent. Selon les commentaires des membres du groupe, Travelled est la seule chanson qui offre une quelconque ressemblance avec leur premier album[réf. nécessaire]. Cet album est un nouvel échec commercial lors de sa sortie, mais il décrochera l'or au cours des décennies suivantes en France et au Canada. 
Roger Hodgson déclarera plus tard qu'Indelibly Stamped était « l'album de survie qui devait se replonger dans les bonnes grâces de notre gérant. Aucun thème n'a été défini pour cet album et nous nous sommes effondrés ». Kevin Currie à la batterie, Frank Farrell à la basse et Dave Winthrop aux instruments à vent, ont tous été recrutés peu de temps avant les séances d'enregistrement. 
La chanson Times Have Changed découle d'une autre pièce intitulée Times of Rain, dont le texte avait été écrit par Richard Palmer alors qu'il était guitariste et chanteur du groupe sur le premier album. Rick Davies et Roger Hodgson ont écrit de nouvelles paroles à la chanson, qui a été rebaptisée Times Have Changed. 
Sur le premier album, la plupart des titres sont chantés par Roger, exception faite pour deux d'entre eux pour lesquels Richard Palmer chante en duo avec Hodgson. Sur ce deuxième effort toutefois, Rick prend plus de place comme chanteur, alors qu'il chante six pièces sur dix. Trois autres sont chantées par Roger Hodgson et le flûtiste Dave Winthrop sur une seule. C'est le dernier album sur lequel Roger Hodgson joue de la basse durant son séjour avec Supertramp, sur une seule chanson, Rosie Had Everything Planned. 
Les tournées de soutien pour l'album commencent par une série de spectacles au PN Club à Munich, site des premières représentations publiques de Supertramp. Rick Davies décrit leur spectacle à l'époque comme étant « vraiment du rock and roll. Nous avions l'habitude de voir des gens grimper sur la scène pendant les concerts et c'était juste le chaos, nous faisions de notre mieux espérant au moins avoir un rappel à la fin du spectacle, mais il y avait un repas qui nous attendait derrière la scène. Et il n'y avait pas plus de monde qui venait au prochain concert  ». 

## Pochette
Les éditions originales ont une couverture couleur et un texte différent pour le nom du groupe et le titre de l'album. La photo de couverture représente le torse et les bras tatoués d'une femme aux seins nus. C’est le premier album de Supertramp publié aux États-Unis; la couverture originale était en couleur en 1971, mais A & M a collé deux étoiles dorées sur les mamelons.

## Liste des chansons
Toutes les chansons sont écrites par Rick Davies et Roger Hodgson sauf indications contraires.

### Face 1
1. Your Poppa Don't Mind – 3:02 - Chanté par Rick Davies
2. Travelled – 4:25 - Chanté par Roger Hodgson
3. Rosie Had Everything Planned (Roger Hodgson, Frank Farrell) – 3:01 - Chanté par Roger Hodgson
4. Remember – 4:12 - Chanté par Rick Davies
5. Forever – 5:01 - Chanté par Rick Davies

### Face 2
1. Potter – 2:23 - Chanté par Dave Winthrop
2. Coming Home to See You – 4:44 - Chanté par Rick Davies
3. Times Have Changed – 3:49 - Chanté par Rick Davies
4. Friend in Need – 2:07 - Chanté par Rick Davies
5. Aries – 7:36 - Chanté par Roger Hodgson

## Musiciens
- Rick Davies : piano, piano électrique Wurlitzer, orgue hammond, harmonica, chant (1, 4, 5, 7, 8, 9), chœurs
- Roger Hodgson : guitare acoustique et électrique, basse (3), chant (2, 3, 10), chœurs
- Dave Winthrop : flûtes, saxophones, chant (6)
- Frank Farrell : basse sauf sur (3), piano et accordéon sur (3), chœurs
- Kevin Currie : batterie, percussions